# Neobellamira delicata
Neobellamira delicata is een keversoort uit de familie boktorren (Cerambycidae). De wetenschappelijke naam van de soort is voor het eerst geldig gepubliceerd in 1874 door LeConte.